# Eugen von Regenauer
Eugen von Regenauer (* 11. Juni 1824 in Karlsruhe; † 6. Dezember 1897 ebenda) war ein badischer Fiskaljurist.

## Leben
Eugen von Regenauer war Sohn des späteren Badischen Staatsministers Franz Anton Regenauer. Er studierte Rechtswissenschaften an der Universität Heidelberg und wurde 1843 Mitglied des Corps Suevia Heidelberg. Nach Bewährung im Badischen Aufstand wurde er 1851 im Badischen Finanzministerium eingesetzt. 1857 wurde er zum Legationsrat im Ministerium des Großherzoglich Badischen Hauses berufen. 1871 wurde Eugen von Regensburg zum Aufbau der deutschen Verwaltung im Reichsland Elsaß abgestellt. Nach seiner Rückkehr in das Ministerium wurde er Präsident der Großherzoglichen Zivilliste. Er war Wirklich Geheimer Rat mit dem Titel Exzellenz.